# Diplodontomyia orientalis
Diplodontomyia orientalis är en tvåvingeart som beskrevs av Rao 1951. Diplodontomyia orientalis ingår i släktet Diplodontomyia och familjen gallmyggor. Inga underarter finns listade i Catalogue of Life.